# Волжский
Во́лжский — город Волгоградской области России. Образует городской округ город Волжский. Один из крупнейших промышленных городов Нижнего Поволжья, второй по величине в области и 60-й в списке городов России. Население: 321 427 (2022). Вместе с Волгоградом образует ядро Волгоградской агломерации, имеющей суммарное население 1,3—1,4 млн человек.

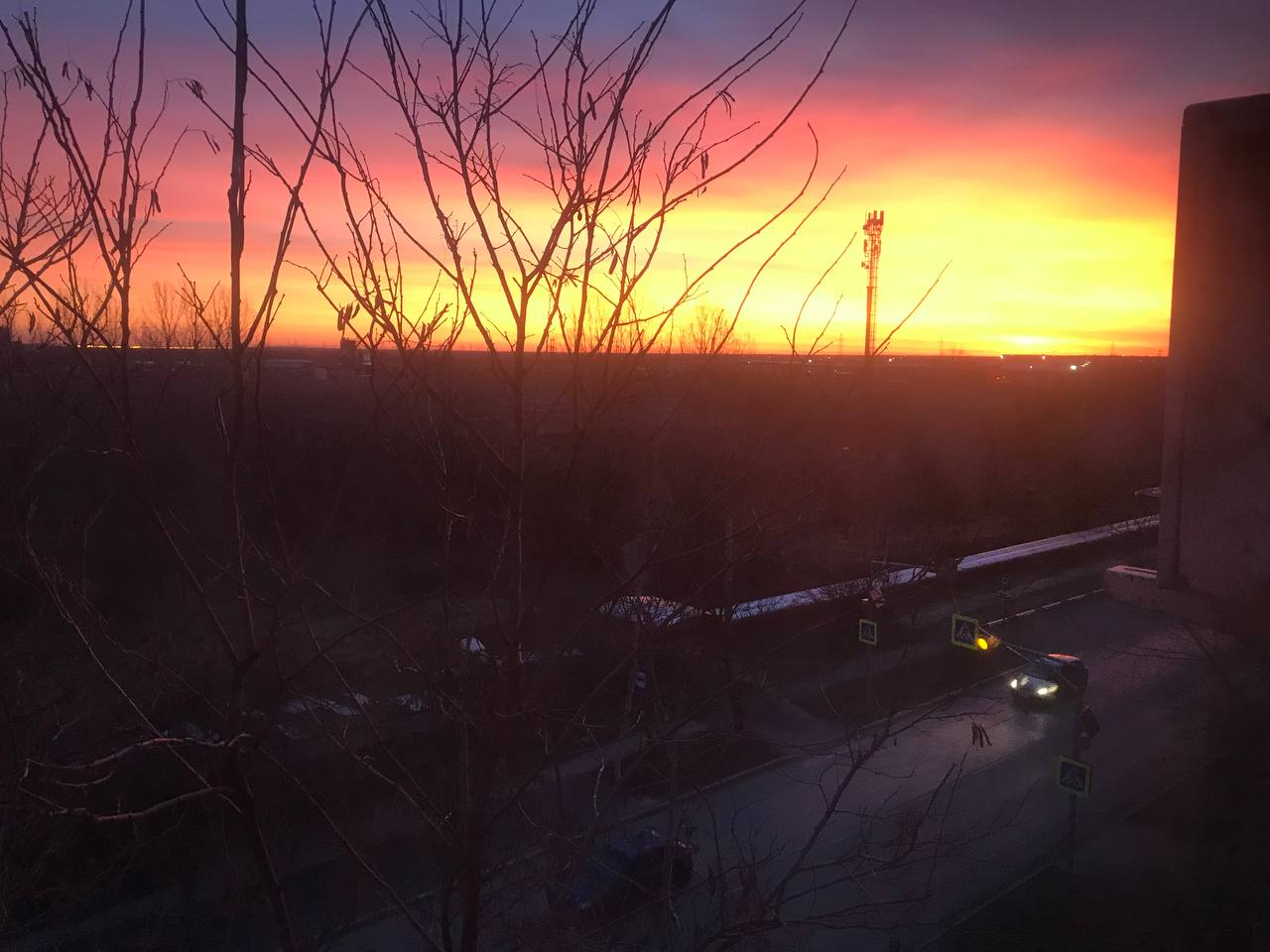
Раннее утро в городе Волжский

Расположен на левом берегу реки Ахтубы в 20 километрах северо-восточнее центра Волгограда. По плотине Волжской ГЭС город граничит с Тракторозаводским районом Волгограда.

## История
Высоко наше солнце встаёт,

В куполах православных играя.

Белым лебедем город плывёт,

Над раздольем полынного края.

Открывалась страница чудес,

И дворцы, и заводы вставали.

Поднималась могучая ГЭС

На руках крепче камня и стали.

Припев:

Гордо реет флаг: две реки волной,

Под счастливою мы живём звездой.

Родина моя, я горжусь тобой,

Волжский город-сад стал моей судьбой!

Ветеранов храним имена.

Продолжая великое дело,

Чтобы сердце во все времена

Славу городу Волжскому пело.

Восьмикрылая светит звезда,

За собою ведёт к новой жизни.

Волжский в сердце моём навсегда —

Славный город великой Отчизны.
Поскольку в относительной близости от г. Волжского находится палеолитическая стоянка первобытных людей Сухая Мечётка, датируемая мустьерским периодом, первые люди появились на данной территории 75-100 тысяч лет назад. Исследователями собраны кости зубра, сайги и мамонта, что дает основание предположить наличие популяций этих животных на данной территории во времена палеолита.
Согласно доминирующей в современной науке Курганной гипотезе, со времен верхнего неолита на территории Северного Каспия и Нижнего Поволжья, включая территорию г. Волжский, формировалась культура ранних индоевропейцев (предков современных славянских, германских, кельтских и италийских народов, Y-хромосомные гаплогруппы R1a и R1b), откуда они, в течение нескольких тысячелетий заселяли Европу, ассимилируя доиндоевропейские автохтонные неолитические племена (Y-хромосомные гаплогруппы I1 и I2). Согласно Курганной гипотезе, именно в данном регионе произошло одомашнивание лошади, было изобретено колесо и появился первый индоевропейский язык.
Во времена эпохи медного и бронзового веков, территорию города занимала Ямная культура, которую позднее сменила Срубная.

В эпоху железа на территории области (включая территорию города Волжский) располагались стоянки савроматов, сарматов и гуннов, многочисленные артефакты и курганы которых были обнаружены в наше время.
По реке Танаису, впадающей в море двумя устьями, живут сарматы, по преданию потомки мидян, также разделенные на многие племена. Первыми живут савроматы женовладеемые, называемые так потому, что произошли от браков с амазонками — Плиний Старший, VI, 19
Около I века нашей эры через территорию города Волжского проходила северная караванная ветка Великого шелкового пути из Бактрии. Выбор места был обусловлен удобной переправой через Волгу и Ахтубу.
Господству сарматов положили конец вторжением во второй половине IV в. н. э. гунны.
В XI—XII веках местные степи были заселены многочисленными племенами половцев.
Являясь частью Великой Степи, Нижнее Поволжье служило воротами, ведущими из Европы в Азию, через которые проходила верхняя ветка Великого шелкового пути. В средневековье земли нынешней Волгоградской области входили в состав таких крупных государственных образований, как Хазарский каганат, Золотая Орда, Войско Донское и Московское царство.
В XIV веке на месте города Волжский существовало несколько золотоордынских поселений, одно из которых располагалось на территории между ПКиО Волжский и Городской детской больницей.
Недалеко от Волжского, на реке Ахтубе, вблизи села Царев Ленинского района располагалась столица Золотой Орды — город Сарай-Берке (Новый Сарай).
Позднее, здесь кочевали отряды ногайцев, калмыков и каракалпаков, мешая появлению оседлого населения. С 1634 года калмыки регулярно располагали ханскую ставку Монтохой в районе современной Киляковки. Царицынские коменданты старались переместить ставку калмыцких ханов вниз по Ахтубе, но окончательно это удалось сделать лишь после смерти Петра I.
Ранние попытки занятий шелководством в 1729—1756 (частное предприятие симбирского купца Духова) и в 1756—1764 (казённое предприятие астраханской Садовой конторы) годах привели к организации тутовых плантаций и заселению двух первых поселений в верхней Ахтубе бывшими беглыми крестьянами.
С 1757 года на месте города (его юго-западной части) существовало село Безродное, известное также под названием Верхняя Ахтуба или Верхне-Ахтубинский городок. Наименование села, предположительно, происходило от беглых людей, поселившихся здесь — людей «без роду». Основатели села — поручик австрийского Сербско-Славонского пандурского полка, расположенного на территории Венгерской короны, на русской службе в подобном же чине с 1748 года, с 1752 года директор Астраханской Садовой конторы, майор с 1759 года Иван Андреевич Поробич (Паробич), серб по национальности, большой специалист по виноградарству и поручик Иван Еремеевич Цыплетев (1726—1797), впоследствии комендант Царицына, его храбрый защитник от войска Пугачёва. По призыву Паробича ранее годами нелегально проживавшие среди казаков Царицынской сторожевой линии беглые стали заселять берег реки Ахтубы. Однако специалисты по шелководству на Ахтубу не поехали и строительство завода заморозили до лучших времён. При Екатерине II в 1765—1766 годах на территории, занимаемой сейчас Волжским, был построен шёлковый завод. С 1764 года территорию завода перевели из Садовой конторы в губернскую канцелярию, а с 1766 началось интенсивное строительство завода в районе современной верхней Киляковки. В 1800 году завод закрыли.
Село тогда располагалось параллельно реке Ахтубе, от нынешнего посёлка Рабочий до стадиона имени Логинова. Далее, до района речного порта, были редкие сады, и отдельными дворами жили сельчане.
К 1917 году в селе проживало около 20 тысяч человек.
Село сильно пострадало во время Сталинградской битвы.
Как населённый пункт село Безродное просуществовало до конца 1950-х годов, когда последних его жителей переселили в новостройки Волжского.
Сегодня о селе Безродном напоминает лишь несколько зданий старинной архитектуры. Среди них — картинная галерея, а точнее, построенная в 1881 году волостная управа села Безродного и бывшая паровая мельница, построенная в 1911 году, которая находится по адресу ул. Советская, 2а.

### Основание города
Возник в 1951 году как посёлок при строительстве Волжской ГЭС (в то время — «Сталинградской»). С 1954 года — город Волжский.
Толчком к основанию на месте села Верхняя Ахтуба нового посёлка послужило строительство Сталинградской ГЭС. Начальником строительной организации «Сталинградгидрострой», осуществлявшей это строительство, был назначен Фёдор Георгиевич Логинов, считающийся основателем города. Строители были размещены в домах жителей села. Из Сталинграда на это место было перенесено и управление строительством. Позднее «Сталинградгидрострой» был переименован в «Волгоградгидрострой». Эта строительная организация осуществляла застройку города, включая промышленные предприятия. Также «Волгоградгидрострой» участвовал в строительстве мемориального комплекса на Мамаевом кургане в Волгограде.
На сооружении Сталинградской ГЭС и посёлка трудилось около 20 тысяч заключённых Ахтубинского исправительно-трудового лагеря (входившего в Сталинградгидрострой МВД СССР; лагерь просуществовал до мая 1953 года). Заключённые были задействованы на строительстве жилых домов, объектов соцкультбыта, водопровода и канализации на левом берегу Волги.
9 января 1951 года начали копать котлован под фундамент первого каменного дома. К концу года были сданы восемь домов. Один из них переоборудован под кинотеатр «Знамя», первый в городе.
Как посёлок Волжский был зарегистрирован в 1952 году. В нём тогда проживало 10 тысяч человек. В июне 1952 года открылся первый универмаг. В начале 1953 года был построен хлебозавод. Летом 1954 года открылись корпуса больницы, роддом, инфекционный корпус.
22 июля 1954 года Указом Президиума Верховного Совета РСФСР посёлок Волжский был преобразован в город Волжский областного подчинения, в связи со строительством Сталинградской ГЭС (1950—1961). Эта дата ежегодно празднуется волжанами как День города. В то время в городе проживало 30 тысяч человек.
В январе 1955 года открылся второй кинотеатр — «Энергетик».
В марте 1956 года — дворец культуры «Волгоградгидростроя».
1 августа 1955 года начал принимать спортсменов и зрителей Центральный стадион, позже получивший имя основателя города Ф. Логинова.
В июне 2010 года утверждён гимн города Волжского (слова и музыка Евгения Крюкова).

## География

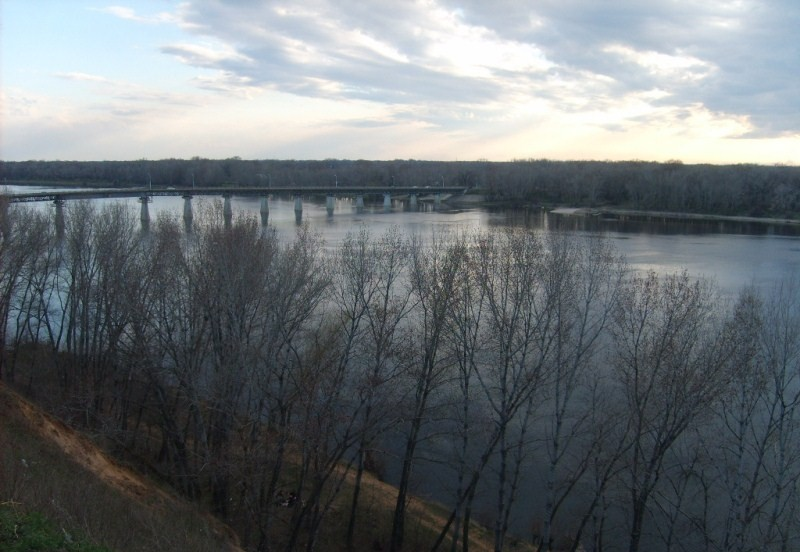
Река Ахтуба в районе посёлка Средняя Ахтуба, 3 км от Волжского

Город расположен в 20 км северо-восточнее центра Волгограда (фактически же существует общая граница городских округов), на левом берегу реки Ахтубы. С областным центром город соединён плотиной Волжской ГЭС и мостом через Волгу. Волжский входит в Волгоградскую городскую агломерацию и считается городом-спутником Волгограда, однако официально не является им и не подходит под критерии городов-спутников.
С первых лет существования город Волжский был хорошо озеленён. Ещё в первом Генеральном плане города 15 декабря 1950 года была отражена задача уберечь город от ветра и пыльных бурь. С 1990-х в связи с прекращением регулярного полива, площадь городских зелёных насаждений сократилась.
Центральная улица города — проспект Ленина.
Волжский имеет выгодное экономико-географическое положение:
- Плотина ГЭС ранее была единственным путевым переходом через Волгу в регионе, но ситуацию изменило открытие Волгоградского моста и Моста через Ахтубу.
- Город находится на важном транспортном пути, соединяющем южные регионы России (например, Астраханскую и Ростовскую области) с Казахстаном.
- Через город проходит железнодорожная линия, соединяющая Россию со странами Средней Азии.
- Волжский расположен на берегу Ахтубы, рукава Волги, естественной транспортной магистрали.

### Административное деление
Город Волжский образует одноимённый городской округ Волгоградской области. В состав округа входит пгт Краснооктябрьский. Согласно Постановлению Волгоградской областной думы от 29 марта 2012 года посёлки Краснооктябрьский и Уральский были включены в черту города Волжский и исключены из перечня единиц административно-территориального деления.
Территория самого города разделена на 38 микрорайонов и 42 квартала с цифровой, 6 кварталов с литерной нумерацией, остров Зелёный, посёлки: Рабочий, Краснооктябрьский (Погромное), Паромный (2-й Посёлок), мкр. Южный, Металлургов 1 и 2, Уральский (Тёщино), ЛПК.
Условно Волжский разделён на две части — старую, с нумерацией по кварталам и новую — по микрорайонам, застроенную более поздними проектами жилых домов в 5 и более этажей. Некоторое время город официально был разделён на два района — Промышленный и Гидростроевский, но 10 ноября 1988 года районы упразднили.

## Население
| 1959     | 1962     | 1967     | 1970     | 1973     | 1975     | 1976     | 1979     | 1982     | 1985     | 1986     | 1987     |
| -------- | -------- | -------- | -------- | -------- | -------- | -------- | -------- | -------- | -------- | -------- | -------- |
| 66 965   | ↗76 000  | ↗114 000 | ↗142 058 | ↗169 000 | ↗189 000 | →189 000 | ↗209 150 | ↗226 000 | ↗250 000 | ↘249 000 | ↗257 000 |
| 1989     | 1990     | 1991     | 1992     | 1993     | 1994     | 1995     | 1996     | 1997     | 1998     | 1999     | 2000     |
| ↗268 842 | ↗272 000 | ↗278 000 | ↗281 000 | ↗283 000 | ↗286 000 | →286 000 | ↗288 000 | ↗291 000 | ↘288 000 | ↗289 500 | ↘286 900 |
| 2001     | 2002     | 2003     | 2004     | 2005     | 2006     | 2007     | 2008     | 2009     | 2010     | 2011     | 2012     |
| ↘281 700 | ↗313 169 | ↗313 200 | ↘310 500 | ↘309 400 | ↘308 500 | ↘307 300 | ↘306 400 | ↘305 573 | ↗314 255 | ↗314 400 | ↘314 169 |
| 2013     | 2014     | 2015     | 2016     | 2017     | 2018     | 2019     | 2020     | 2021     | 2023     | 2024     | 2025     |
| ↗327 356 | ↘326 841 | ↘326 602 | ↘325 895 | ↗326 055 | ↘325 224 | ↘323 604 | ↗323 906 | ↘321 479 | ↘316 544 | ↘315 220 | ↘313 034 |

На 1 января 2025 года по численности населения город находился на 61-м месте из 1124 городов Российской Федерации.
Национальный состав
По переписи 2010 года национальный состав городского округа Волжский:
| Народ                                      | Численность чел. | % от указавших нац. |
| ------------------------------------------ | ---------------- | ------------------- |
| русские                                    | 297 535          | 92,6 %              |
| украинцы                                   | 4544             | 1,4 %               |
| казахи                                     | 2717             | 0,8 %               |
| армяне                                     | 2703             | 0,8 %               |
| татары                                     | 2557             | 0,8 %               |
| узбеки                                     | 1782             | 0,6 %               |
| азербайджанцы                              | 1722             | 0,5 %               |
| белорусы                                   | 1028             | 0,3 %               |
| другие национальности                      | 6505             | 2,2 %               |
| Всего указавших национальность             | 321 139          | 100,00 %            |
| Всего населения городского округа Волжский | 327 616          |                     |

Отсутствуют сведения о национальности у 6477 чел., либо не указана в переписном листе.
По итогам переписи населения 2020 года проживали следующие национальности (национальности менее 0,1 % и другое см. в сноске к строке «Другие»):
| Национальность | Численность, чел. | Доля     |
| -------------- | ----------------- | -------- |
| Русские        | 248 627           | 77,34 %  |
| Казахи         | 2187              | 0,68 %   |
| Татары         | 1124              | 0,35 %   |
| Армяне         | 1117              | 0,35 %   |
| Украинцы       | 917               | 0,29 %   |
| Азербайджанцы  | 634               | 0,20 %   |
| Корейцы        | 359               | 0,11 %   |
| Другие         | 66 514            | 20,68 %  |
| Итого          | 321 479           | 100,00 % |

## Экономика
Волжский является крупным промышленным центром Нижнего Поволжья.

### Энергетика
- Волжская ГЭС
- Волжская ТЭЦ-1
- Волжская ТЭЦ-2

### Химическая промышленность
Комплекс предприятий химической промышленности делает город одним из крупнейших в Европе центров этой отрасли.
- Волжский завод органического синтеза
- АО «ТЕКСКОР»
- Волжский азотно-кислородный завод
- Волжскрезинотехника
- АО «Волтайр-Пром» (Волжский шинный завод)
- Волжский завод асбестовых технических изделий (в стадии ликвидации)
- Завод синтетического каучука
- Волжский регенератно-шиноремонтный завод
- Волжский научно-технический комплекс (производство и изготовление РТИ)
- ООО «ПК ДИА» (завод по производству полимерных труб, пенополистирола)
- ООО «Интов-Эласт» (производство пластмассовых изделий)

### Чёрная металлургия
- Волжский трубный завод
- Нижне-Волжский трубный завод (объединенный АО Трубный завод «Профиль-Акрас» им. В. В. Макарова, ООО Производственная компания «ДИА», Волжский трубопрофильный завод)

### Машиностроение и металлообработка
- ОАО «Энерготехмаш» (в стадии ликвидации)
- ОАО «ЕПК Волжский»(бывший Государственный Подшипниковый завод № 15)
- ООО «Волжский Механический завод» (ликвидирован)
- ООО «Волжский Промышленный комплекс»
- ЗАО «Волжский судостроительно-судоремонтный завод»
- АО «Завод Метеор»
- ОАО «Электронно-вычислительная техника» (ЭВТ)
- ОАО «Волжский абразивный завод»
- ЗАО «Волжское автобусное производство „Волжанин“»
- ОАО «Волжский завод металлоконструкций» (ВЗМК)
- ООО «Волгоградская алюминиевая компания — порошковая металлургия» (ООО «Валком-ПМ»)
- ООО «ВАЗЛ (Волжские автомобильные запчасти к легковым автомобилям)» (в стадии ликвидации)
- ООО «Поршень»
- ООО «Маскио-Гаспардо Руссия» (сборка и ремонт сельскохозяйственной техники)

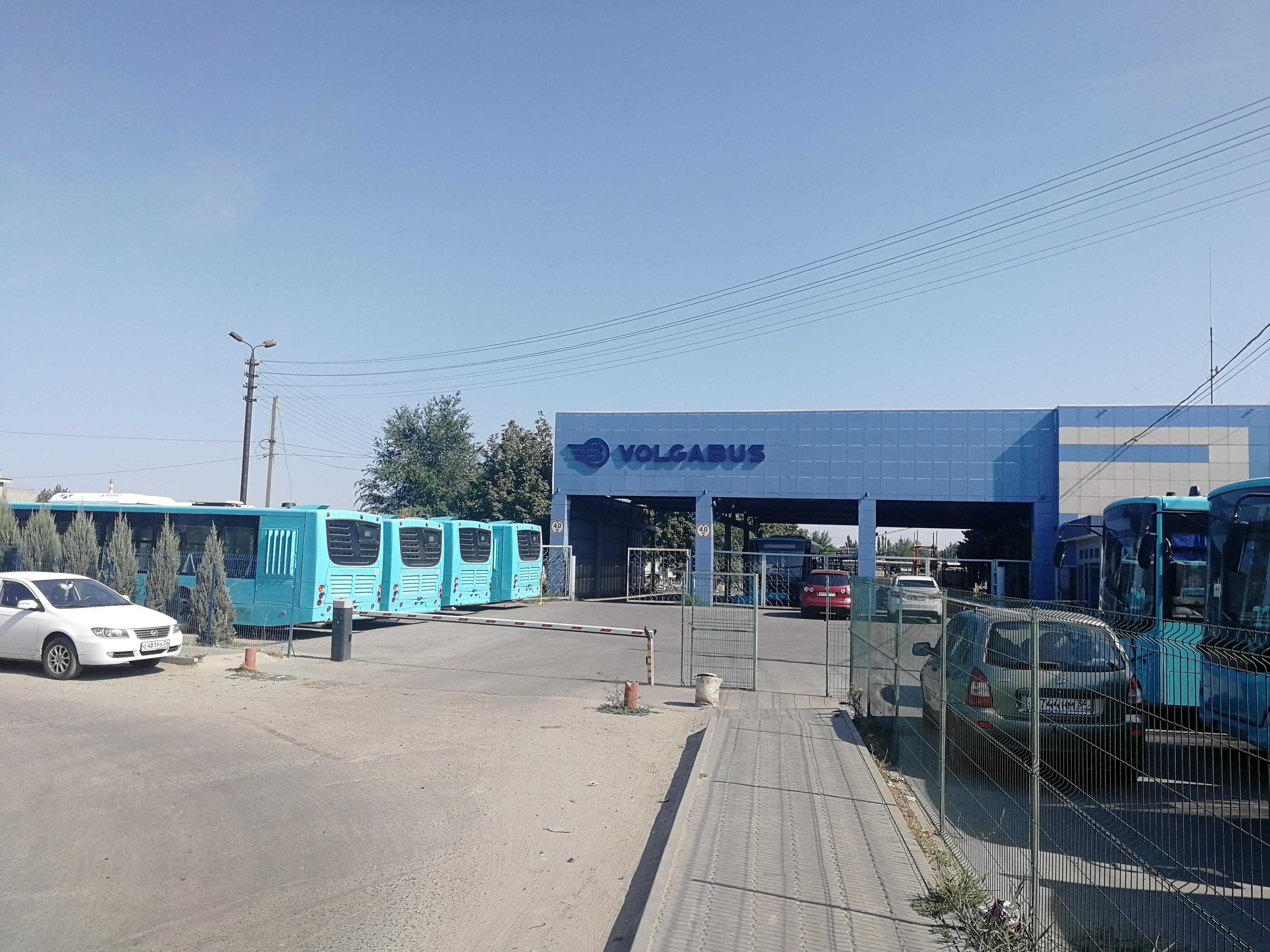
Проходная «Волгабас Волжский»
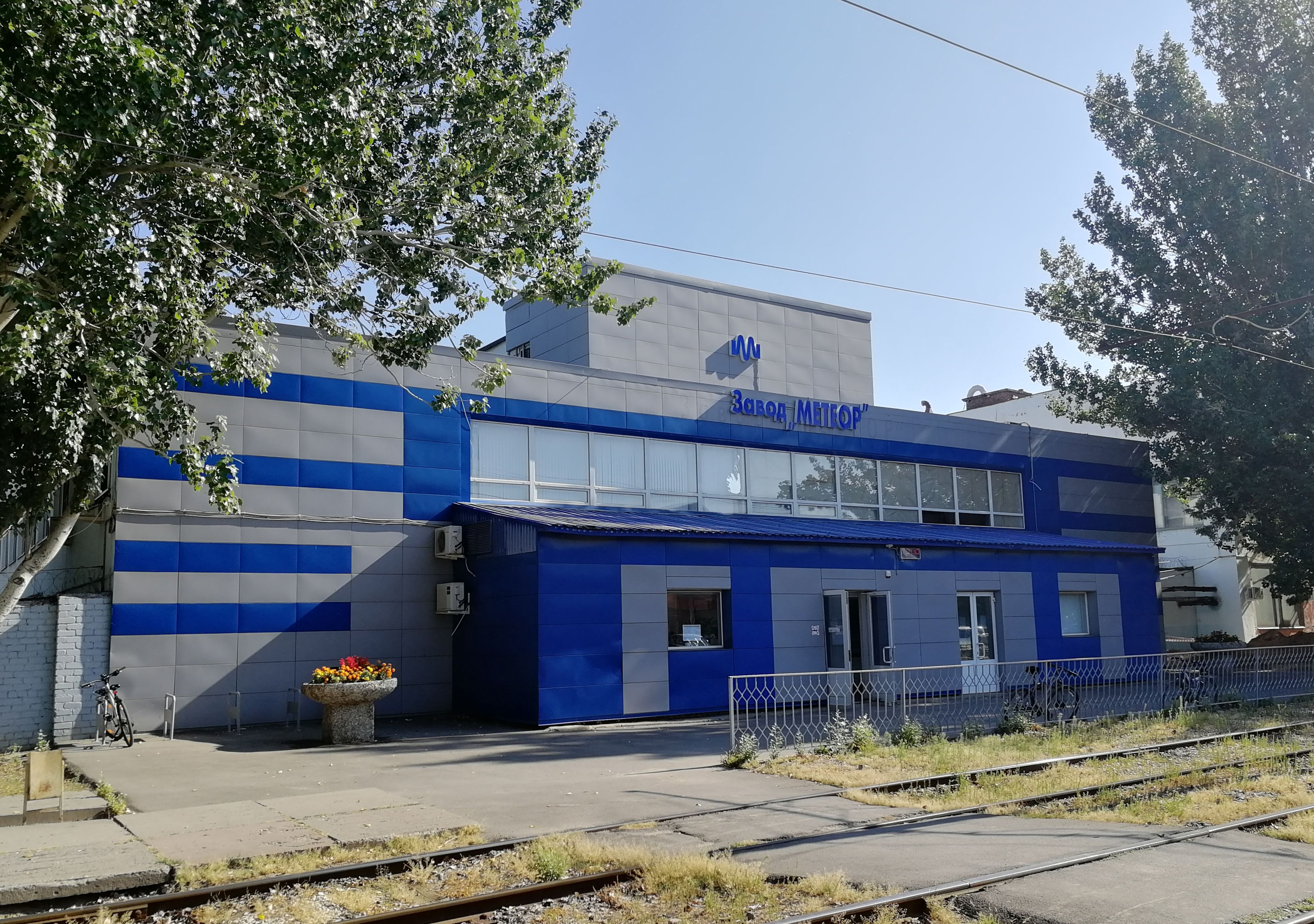
Проходная АО «Завод Метеор»

### Пищевая и лёгкая промышленность
- ООО «Волжский Мясокомбинат»
- Волжский пивоваренный завод (принадлежит ОАО «САН ИнБев»)
- АО «Молсыркомбинат-Волжский»
- Волжский пищевой комбинат
- ОАО «Хлебокомбинат Волжский»
- Птицефабрика «Волжская»
- ООО «Хлебопродукт»
- ООО «Волжский хлеб»
- ОАО «Волжский пищекомбинат»
- ООО «Овощевод» (Botanica) тепличный комплекс
- Агрокомплекс «Волжский» тепличный комплекс
- ведётся строительство в посёлке Краснооктябрьский крупнейшего в России консервного завода ООО «СП Дядя Ваня — Девелей»

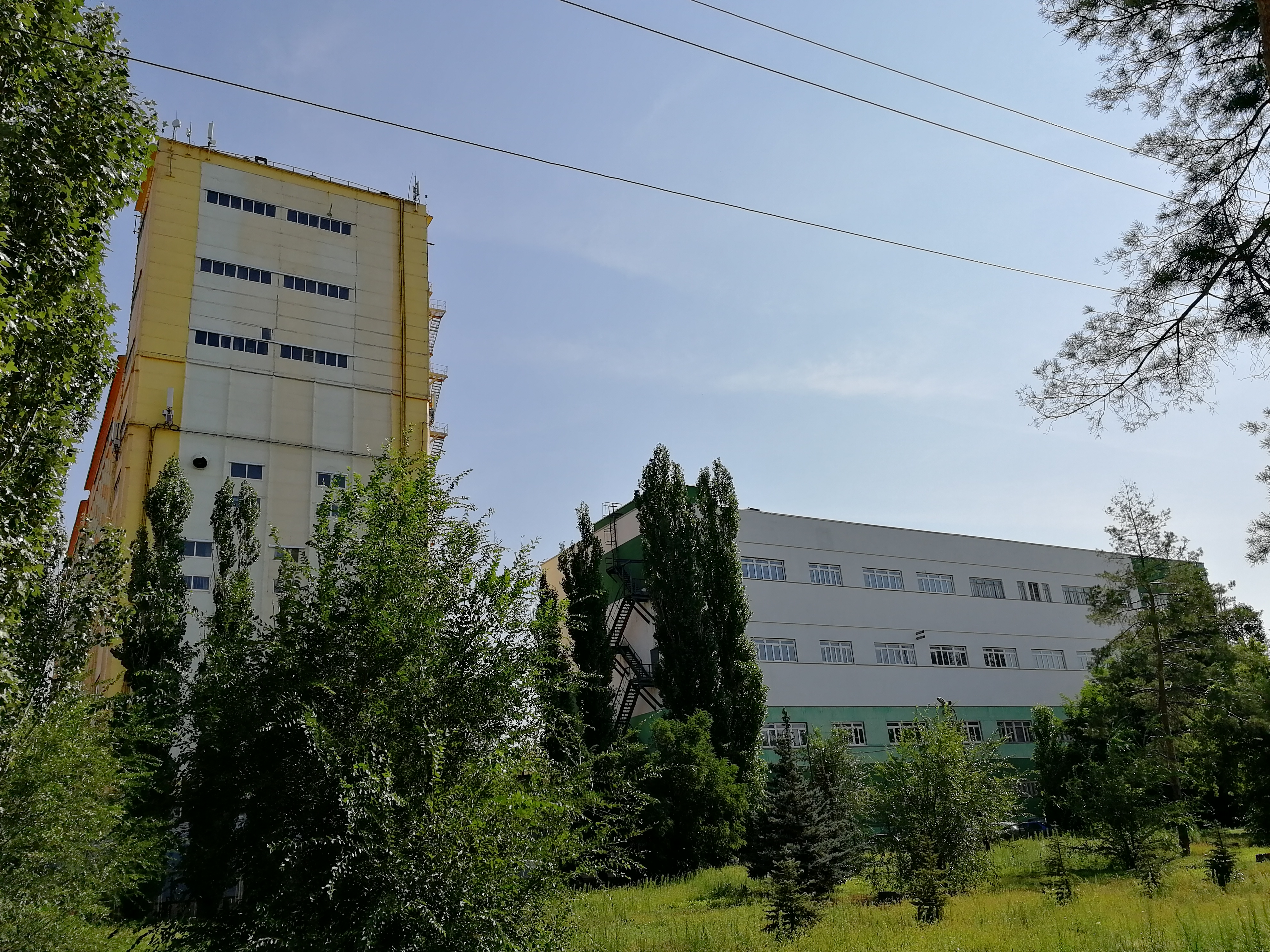
Волжский пивоваренный завод
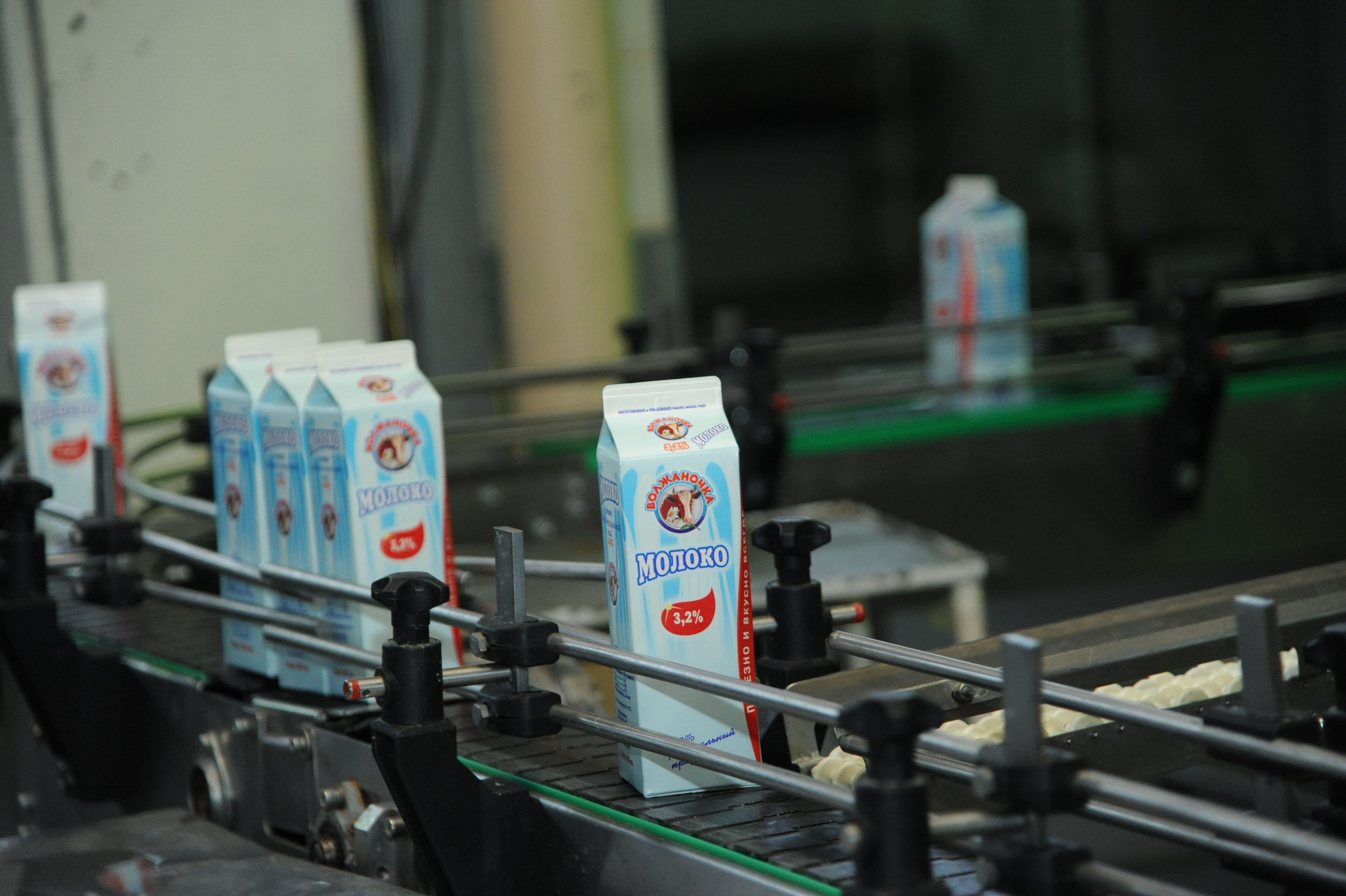
АО «Молсыркомбинат-Волжский»

### Мебельная промышленность
- Волжский мебельный комбинат

## Образование
В городе работают 113 детских садов и 37 школ.
Подготовку специалистов среднего профессионального образования осуществляют Волгоградский медико-экологический техникум, Волжский политехнический техникум, Волжский медицинский колледж, Волжский машиностроительный техникум.
Услуги по подготовке специалистов высшего профессионального образования оказывают филиалы различных вузов России: Волжский гуманитарный институт — филиал ВолГУ, Волжский политехнический институт — филиал ВолгГТУ, Волжский филиал Московского энергетического института, Волжский филиал Международного юридического института, Волжский институт экономики, педагогики и права, Московский институт рекламы, туризма и шоу-бизнеса, филиал Современной Гуманитарной Академии.

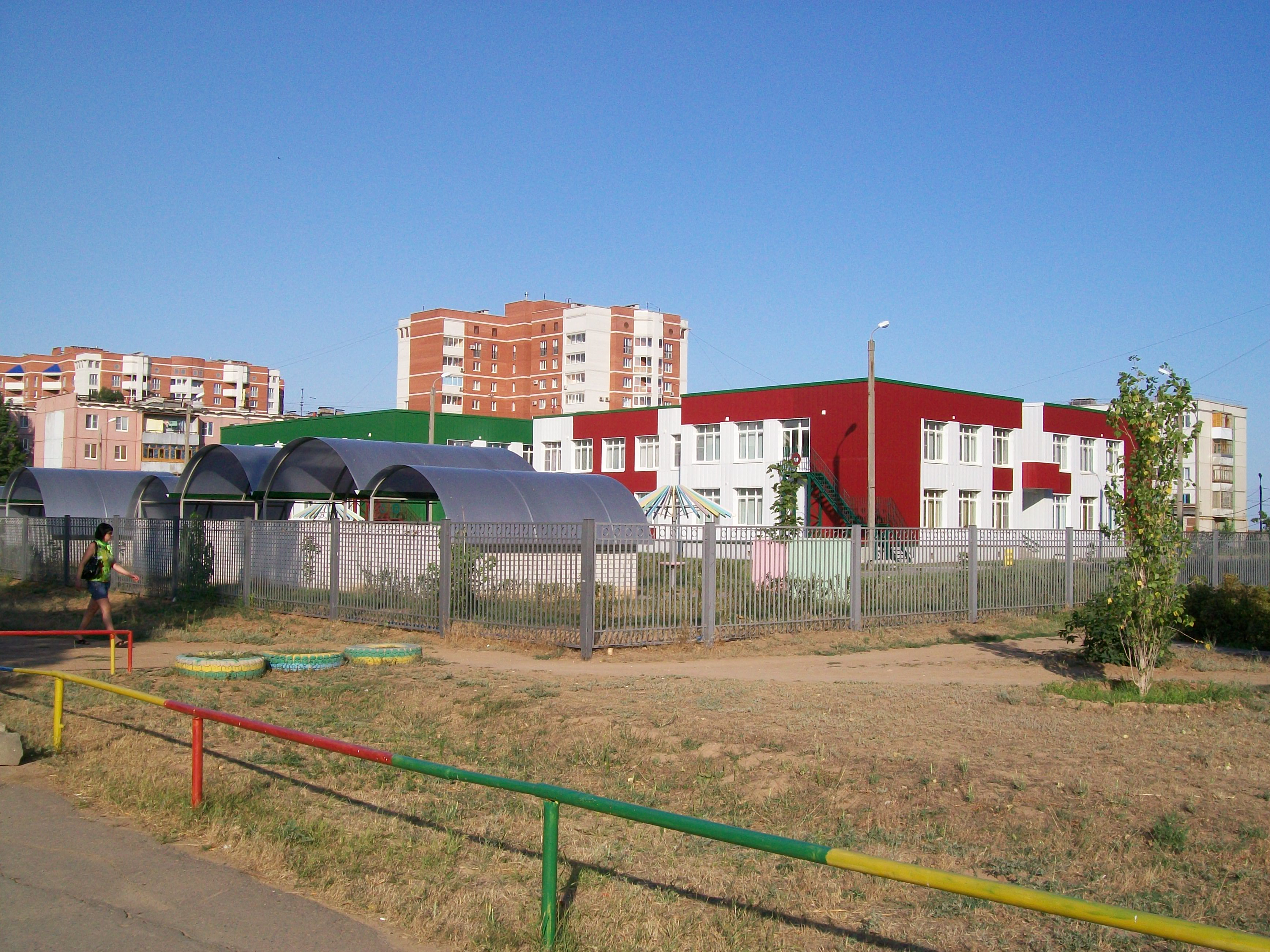
Муниципальный детский сад
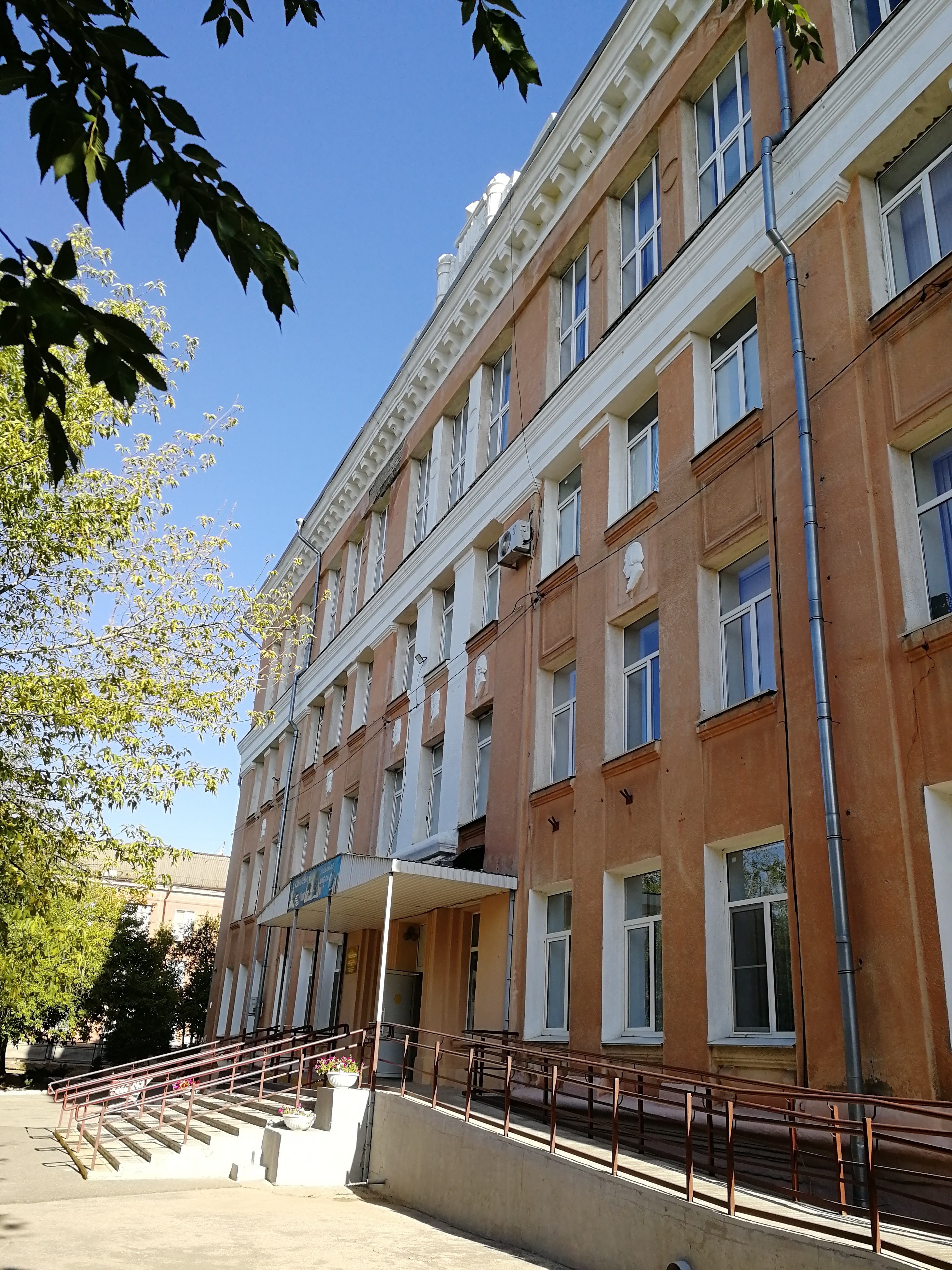
Средняя школа №2
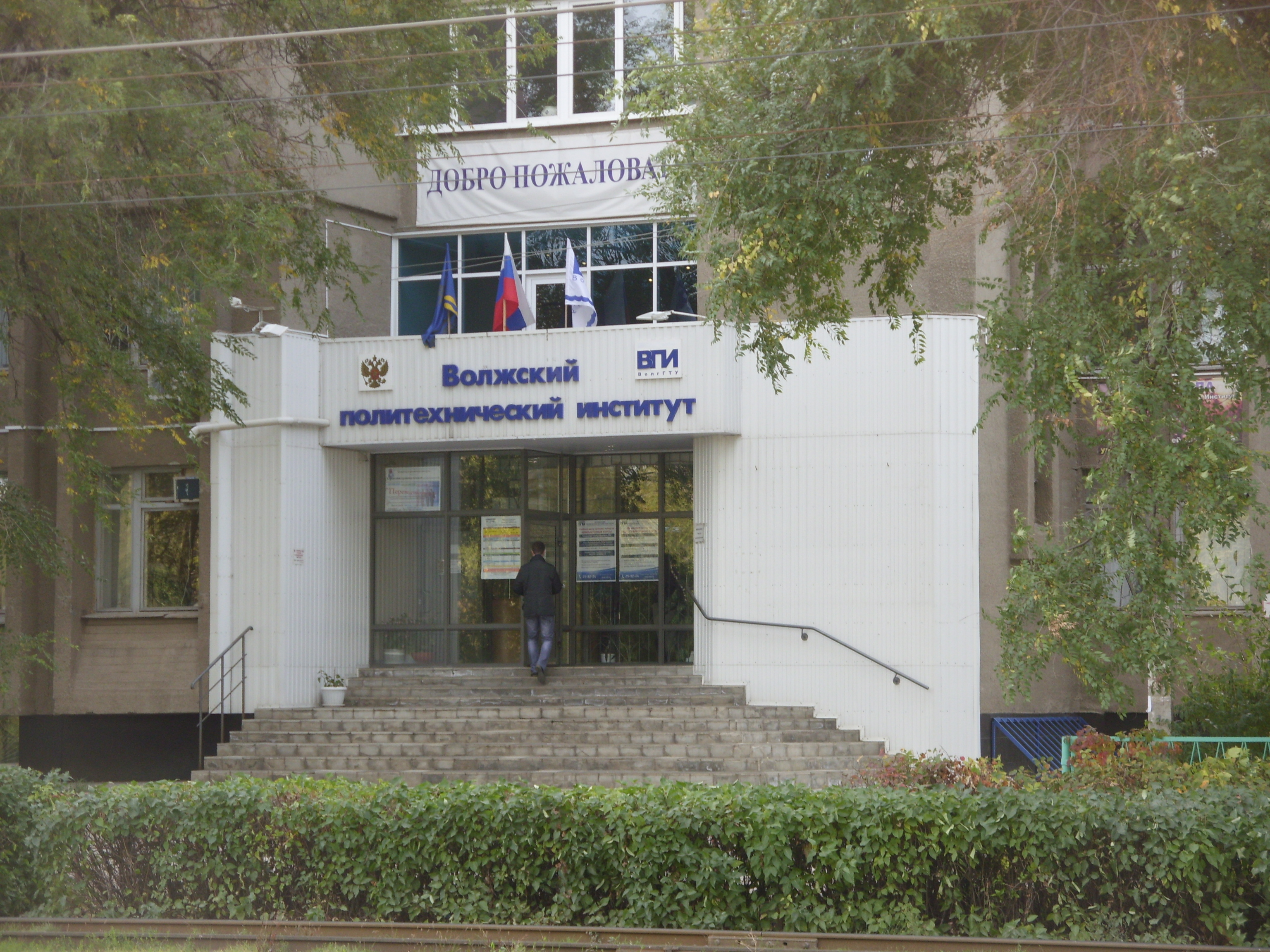
Волжский политехнический институт

## Транспорт

### Городской общественный транспорт
Городской транспорт представлен автобусными маршрутами, трамвайной системой, маршрутными такси и линией пригородного электропоезда. Существовали планы запуска в городе троллейбусной линии.
Трамвайные линии имеют важное значение для Волжского, так как соединяют жилые районы города с промышленной зоной, куда ежедневно на работу отправляются тысячи волжан. С 2006 года проводится частичное обновление старого трамвайного парка.

### Междугородный и пригородный транспорт
Развиты пассажирские перевозки авто и железнодорожным транспортом в Волгоград через Волжскую ГЭС.

### Автомобильный транспорт
В городе существует многопрофильная автомобильная транспортная сеть. Ежегодно по автомобильным дорогам города перевозят около 2,5 млн тонн груза.
В 2007 и 2008 годах программы реконструкции дорог Волжского вошли в число победителей конкурса на предоставление субсидий субъектам Российской Федерации для обеспечения автомобильными дорогами новых микрорайонов, проводимого Федеральным агентством по строительству и жилищно-коммунальному хозяйству.
На 2008 год на 1000 жителей приходится 390 автомобилей.

### Речной транспорт

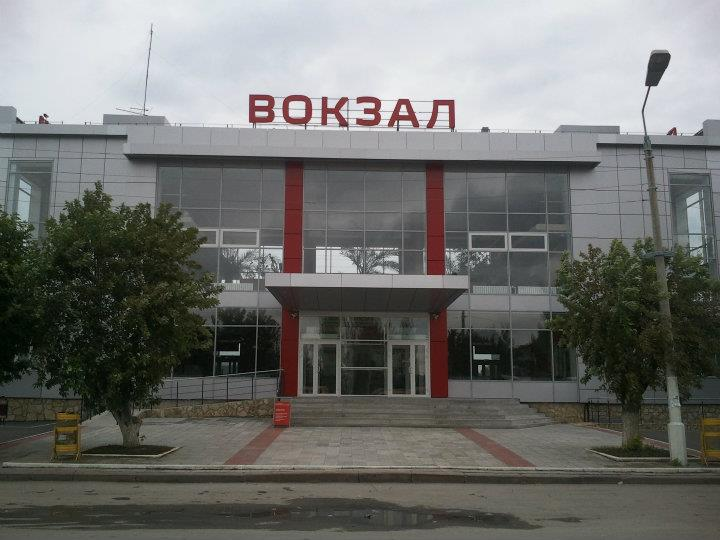
Железнодорожный вокзал, 2011 год

В городе работает Волжский грузовой порт. Волга даёт выход в Каспийское море и возможность связи с Северокавказским регионом России, с Азербайджаном, Туркменией, Ираном. Также в городе находится речной вокзал, который был открыт в мае 1965 года и обслуживал как пригородные, так и междугородные маршруты. В 1990-х годах работа вокзала была прекращена.

### Железнодорожный транспорт
Станция Волжский Волгоградского региона Приволжской железной дороги — железнодорожный узел на левом берегу Волги, который соединяет Волгоград и Астрахань, осуществляя перевозку грузов и пассажиров. Была открыта 20 октября 1964 года, с 1969 года начали курсировать пригородные электропоезда, в 2003 году закончена электрификация всех путей. Действует сообщение с речным портом Волжский: объём погрузки и перевалки местного груза с речного на железнодорожный транспорт в 2008 году превышает число 200 вагонов в сутки. На 2008—2009 годы запланированы работы по реконструкции станции.
В Волжском расположен пост Волгоградской таможни для контроля международных перевозок.

## Торговля

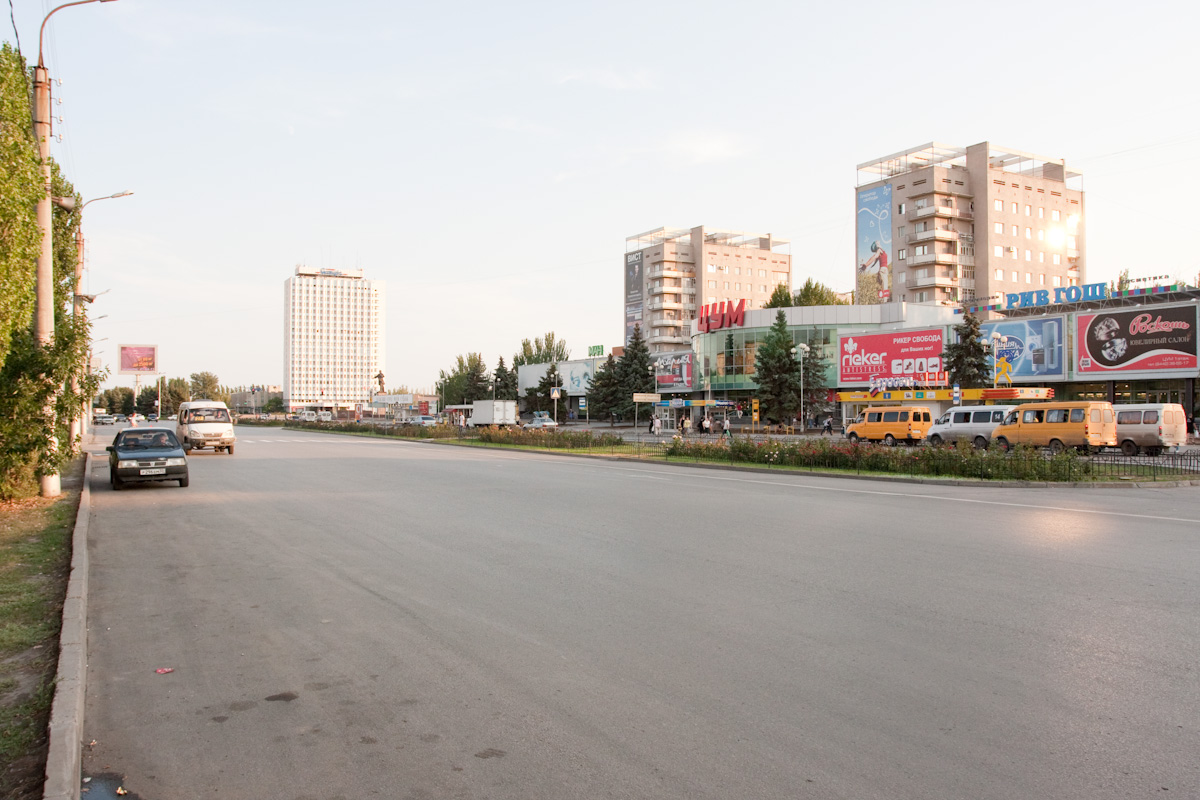
Центр города. Проспект Ленина, ЦУМ и гостиница «Ахтуба»

Волжский отличается высоким уровнем развития торговых сетей. Этому во многом способствовала равномерная застройка города многоквартирными 5- и 9-этажными домами при практически полном отсутствии индивидуальной жилой застройки (за исключением посёлка Рабочий и других посёлков, включённых в городскую черту). В городе представлены многочисленные магазины федеральных, региональных и городских торговых сетей: «МАН», «Магнит», «Пятёрочка», «Перекрёсток», «Рубль Бум», «Лента», «Metro Cash & Carry»,"Leroy Merlin", «OBI», «Красное&Белое», «Бристоль».

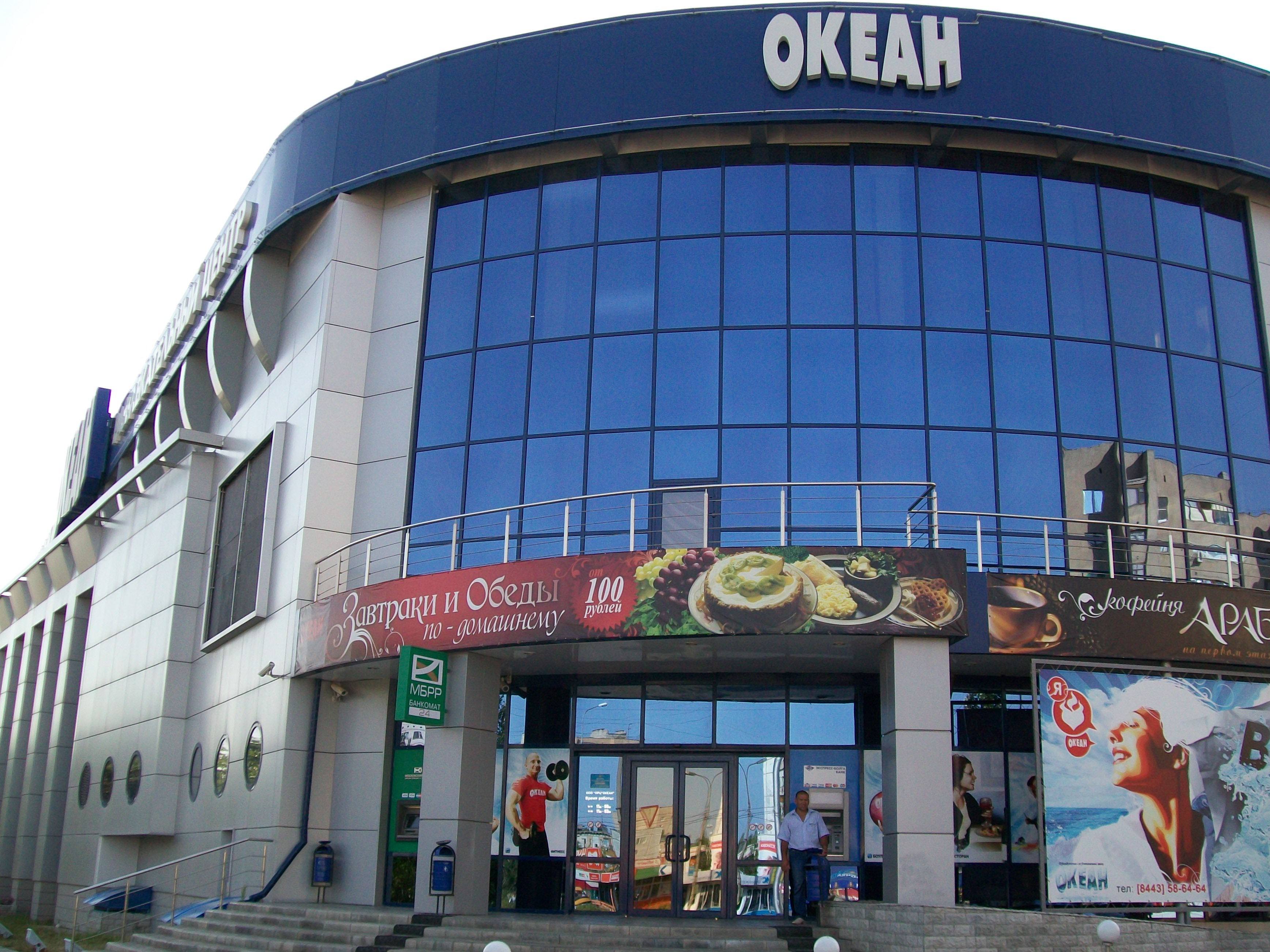
Спортивно-развлекательный центр «Океан» в 23 микрорайоне

## Экология
Волжский ежегодно участвует во всероссийском конкурсе «Самый благоустроенный город России» с 2002 года. В 2002 году город удостоен специального приза за работу по развитию жилищно-коммунального хозяйства, в 2003 — получил почётный диплом за хорошую работу в развитии городского хозяйства. В конкурсе по итогам 2004 года Волжский занял первое место среди городов с населением до 500 тысяч жителей. В 2005 году получил почётный диплом за хорошую работу в развитии городского хозяйства. Занял второе место по итогам 2006 года.

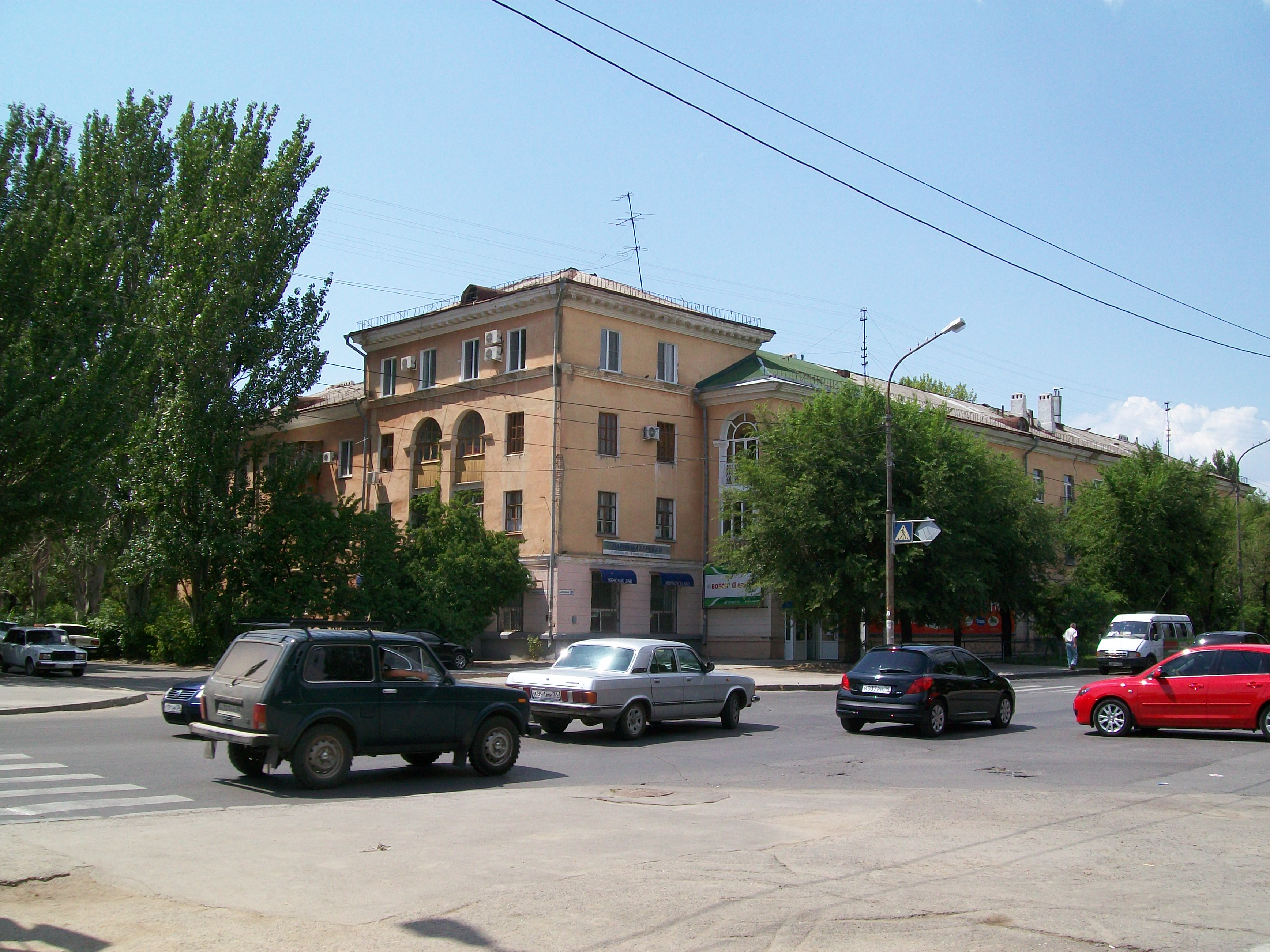
Проспект Ленина в старой части города

В Волжском сложилась неблагоприятная экологическая ситуация, в частности, сильная загазованность воздуха. Городской природоохранной службой в 2005 году было выявлено превышение допустимой нормы выбросов по сероводороду, окиси углерода и другим показателям на промышленных предприятиях города. По данным Ростехнадзора, с 2000 по 2005 годы общий объём выбросов в атмосферу предприятиями Волжского увеличился на 10 %. Неблагополучное состояние воздуха в городе обуславливается наличием в атмосфере двух загрязняющих веществ — диоксида серы и диоксида азота.
13 июля 2006 года на перекрёстке улиц Александрова и Пушкина в 21-м микрорайоне состоялся официальный пуск в эксплуатацию стационарного измерительного комплекса «СКАТ», предназначенного для непрерывного наблюдения и контроля за состоянием атмосферного воздуха в автоматическом режиме. Установка позволяет анализировать содержание в атмосфере основных загрязняющих веществ: диоксида серы, оксида и диоксида азота, оксида и диоксида углерода, сероводорода, аммиака и пыли.

## Достопримечательности

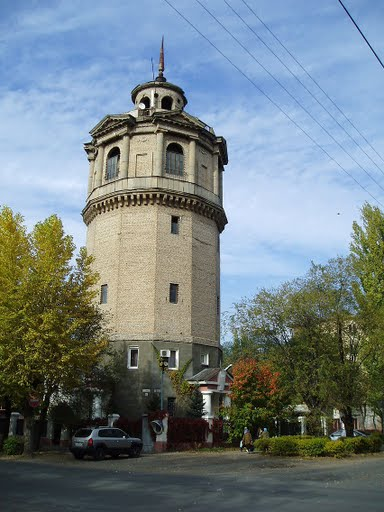
Водонапорная башня

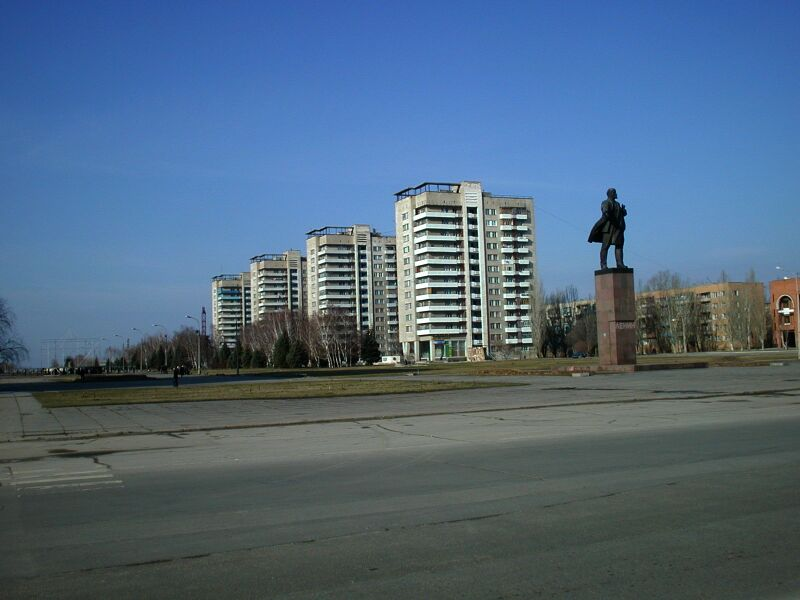
Площадь и памятник Ленину

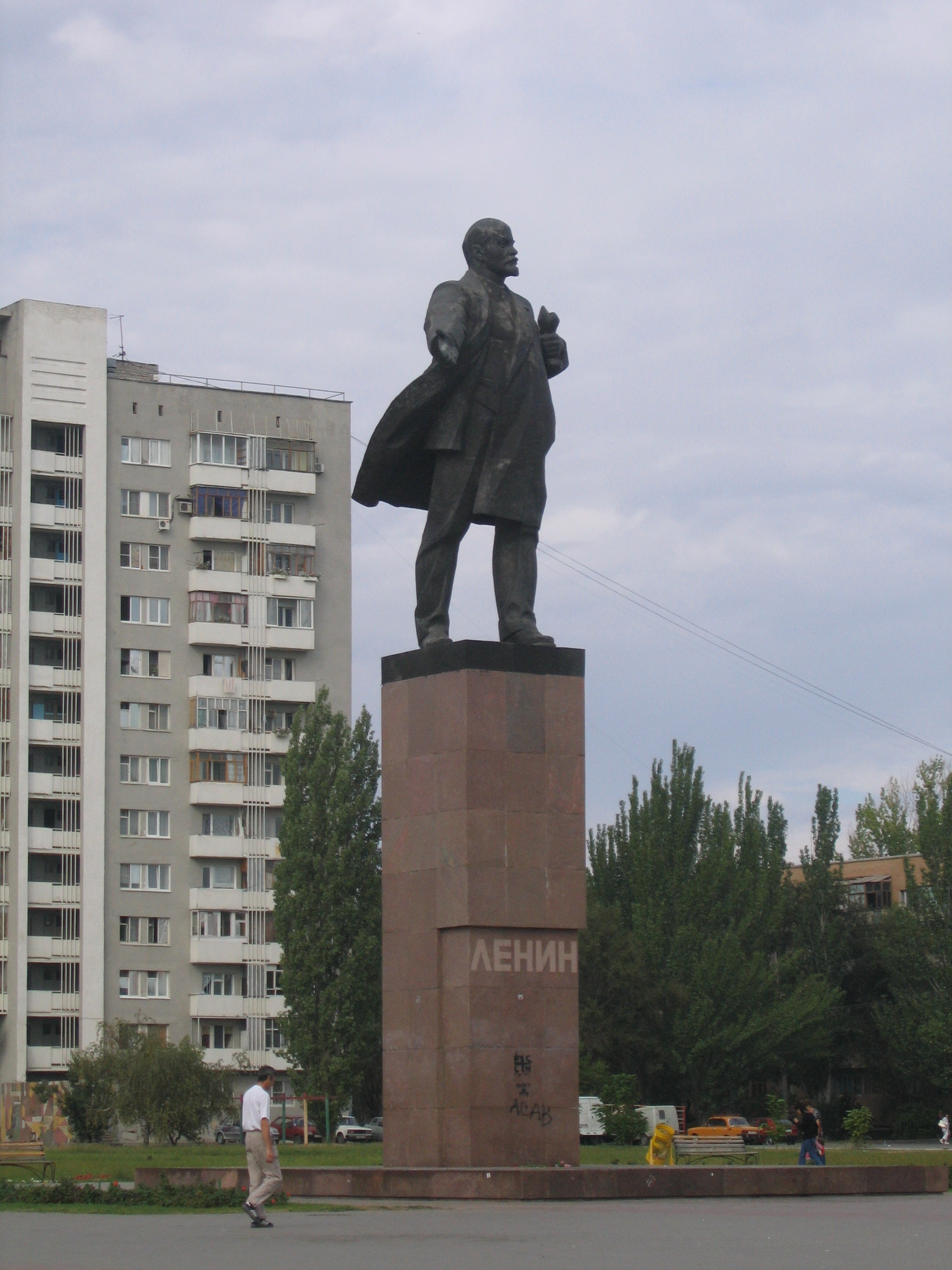
Памятник Ленину

Поскольку Волжский является молодым городом, в нём очень мало исторических достопримечательностей. При посещении города рекомендуется обратить внимание на следующие примечательные места города:
- Памятник Святому князю Александру Невскому. Установлен 12 июня 2022 года[66].
- Памятник павшим солдатам в Гражданской и Великой Отечественной войнах, расположенный в конце прогулочной зоны за картинной галереей.
- Центр города (площадь Ленина) со зданием гостиницы «Ахтуба» и прогулочной зоной, заканчивающейся у картинной галереи и собора.
- Картинная галерея в здании старой школы на набережной Ахтубы. Рядом памятник и площадка, с которой открывается панорамный вид на пойму и Волгоград.
- Дворцовая площадь со зданием Дворца культуры ВГС. За дворцом расположен парк культуры и отдыха «Гидростроитель» с аттракционами, фонтанами, беседкой в классическом стиле и скульптурами в стиле соцреализма.
- Прогулочная улица Фонтанная, начинающаяся от Дворцовой площади и ведущая к набережной. В конце улицы расположен краеведческий музей, дворец обрядов и памятник, посвящённый годовщине основания города.
- Здание водонапорной башни на ул. Карла Маркса.
- Памятник воинам-интернационалистам, построенный в 1993 году между 25 и 31 микрорайонами на улице 40 лет Победы
- Плотина Волжской ГЭС, с которой открывается панорамный вид на Волгу и соседний Волгоград.

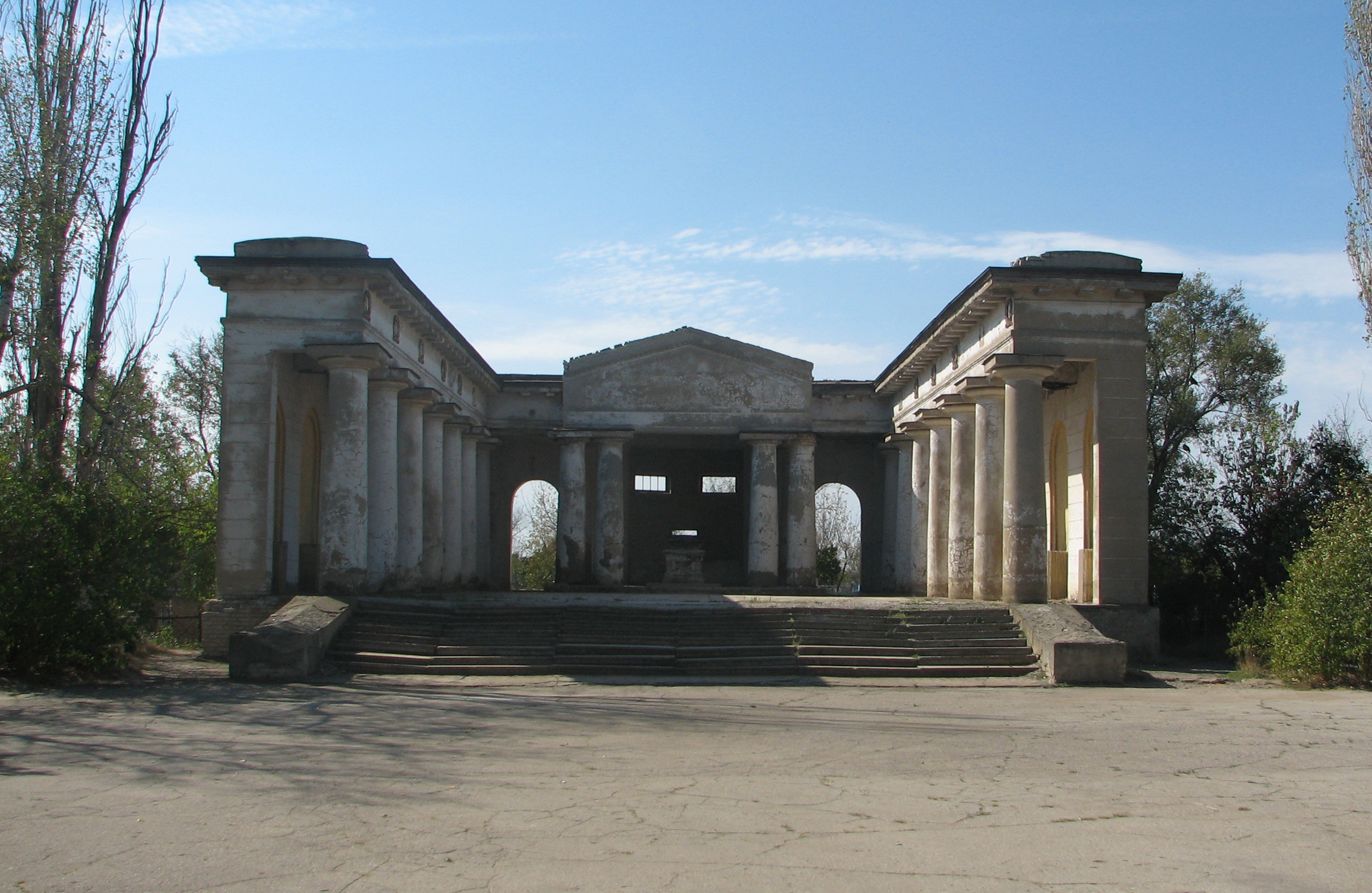
Пантеон на старом кладбище

- Старое кладбище, интересное своим пантеоном с колоннадой и надгробиями. Находится за посёлком Рабочий по правую сторону от проспекта Ленина.
- Памятник первому трамваю г. Волжского. Установлен на кольце ГПЗ.
- Мемориал, посвящённый первостроителям Волжского на улице Набережной, напротив краеведческого музея.
- Памятник основателю города Ф. Г. Логинову, на площади Строителей, там же расположены памятные доски с фотографиями именитых волжан.
- Памятник жертвам политических репрессий, расположенный за гостиницей «Ахтуба», на территории парка имени 60-летия Октября.
- Старая мельница, расположенная в 36 квартале.
- Стела в честь 25-летия Волжского с замурованной памятной капсулой потомкам (должна быть вскрыта в 2029 году), расположена на площади Труда.
- Памятник милицейской машине, установлен напротив главного здания ГИБДД.
- Памятник В. С. Высоцкому. Расположен на прогулочной зоне рядом со зданием торгово-промышленной палаты.
- Памятник собаке-поводырю — первый в России памятник помощнику для слабовидящих, открылся в ноябре 2016 года на пересечении проспекта Ленина и улицы Космонавтов[67].
- Арт—объект «Кот учёный», установлен на прогулочной зоне парка «Волжский»[68].

## Культура

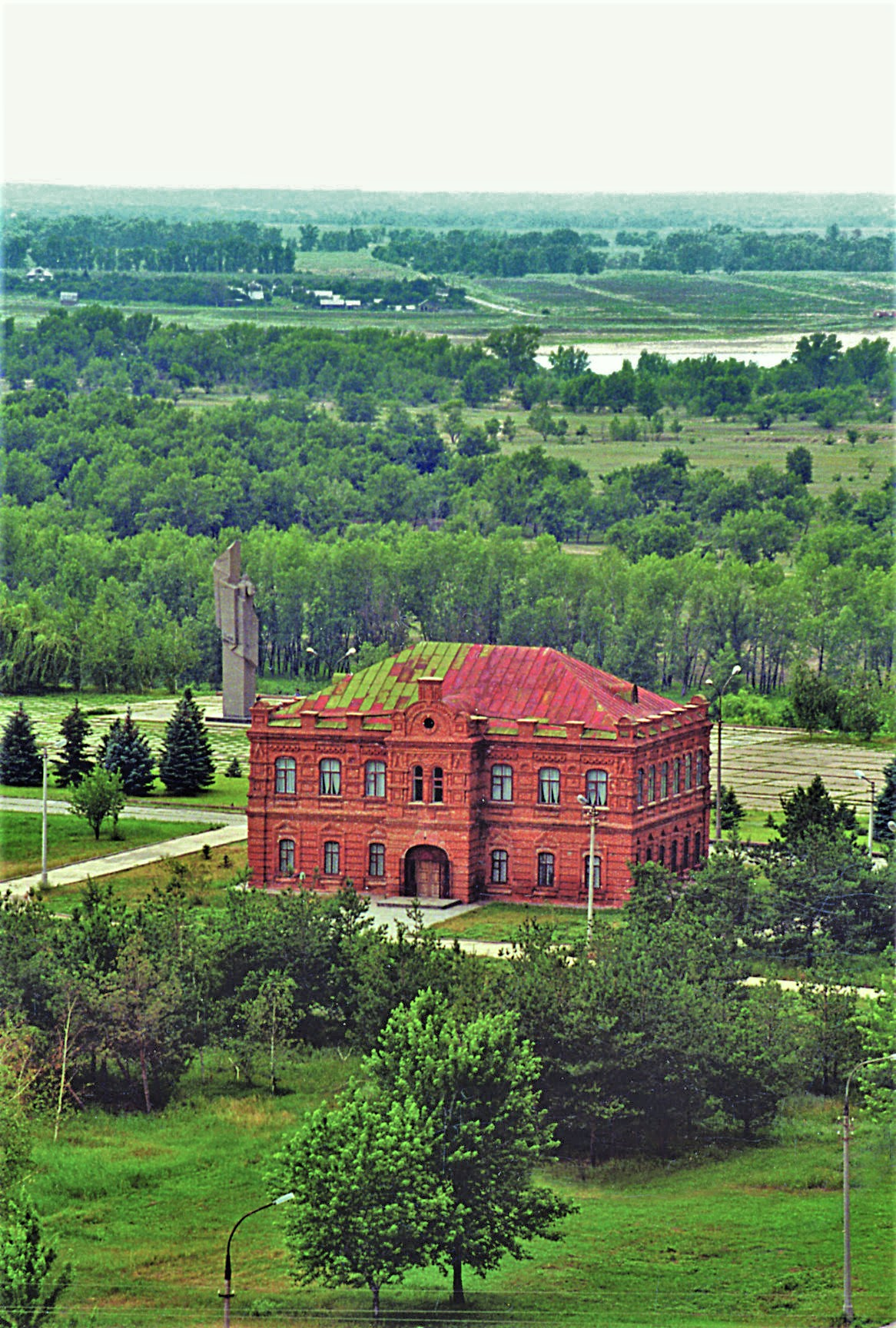
Старая школа, ныне — картинная галерея

В Волжском действуют 39 учреждений культуры, в том числе:
- муниципальная информационная библиотечная система[69] (в состав которой входят 10 библиотек и Центр истории культуры)
- два Дворца культуры
  - «Волгоградгидрострой»
  - МУ «Центр Культуры и Искусства „Октябрь“» (бывший ДК «Октябрь» и МУК «Филармония города Волжского»)
- учреждение «Парки города»
- музыкальные и художественные школы

### Музеи
- картинная галерея[70]
- выставочный зал
- Волжский историко-краеведческий музей
- Трамвай-музей «Живая боль», посвящённый памяти афганской войны.
- Музей истории культуры города Волжского
- Музей эволюционной экологии и археологии ВГИ (филиала) ВолГУ
- Музей памяти солдат войны и правопорядка[71].
- Музей-мастерская Петра Малкова[72].
- Музей—юрта (в парке «Волжский»)[73].

### Театры, студии
В Волжском действует несколько театров и студий:
- Театр Лаборатория Современной драмы.
- Народный театр эстрадного танца «Flash»
- Молодёжный Экспериментальный Театр (создан в 1998 году)[74]
- Волжский драматический театр (создан в 2008 году; располагается в здании бывшего кинотеатра «Родина»)
- Театр-студия «Хоббитон»
- Театр кукол «Арлекин».
- Авангардный молодёжный театр «23:59»
- Образцовый театр «Жираф»
- Ансамбль танца «Серпантин».
- Образцовый детский коллектив ансамбль современного танца «Модерн»
- Детско-юношеский центр «Русинка» (23 мкрн)

### Культурное наследие
См. также:  Список объектов культурного наследия Волжского

#### Памятники архитектуры и градостроительства
| № | Название                                  | Дата сооружения | Автор | Адрес              | Иллюстрация |
| - | ----------------------------------------- | --------------- | ----- | ------------------ | ----------- |
| 1 | Комплекс застройки города гидростроителей | 1951—1962 гг.   |       | 1-я очередь города |             |

#### Памятники истории
| № | Название | Дата сооружения                       | Автор | Адрес                  | Иллюстрация |
| - | --- | ------------------------------------- | ----- | ---------------------- | ----------- |
| 1 | Первый каменный жилой дом, построенный в городе                                                                          | 9 января 1951 г.                      |       | ул. Гайдара, 8         |             |
| 2 | Здание, в котором состоялась первая сессия Волжского городского Совета                                                   | 02.09.1954 г.                         |       | ул. Комсомольская, 37  |             |
| 3 | Здание, в котором состоялась первая городская партийная конференция                                                      | 11.09.1954 г.                         |       | ул. Чайковского, 9     |             |
| 4 | Братская могила участников Гражданской войны и советских воинов, погибших в период Сталинградской битвы                  | 1918—1919 гг., 1942—1943 гг., 1956 г. |       | пос. Краснооктябрьский |             |
| 5 | Братская могила участников Гражданской войны и советских воинов, погибших в период Сталинградской битвы                  | 1918—1919 гг., 1942—1943 гг., 1975 г. |       | 39 квартал             |             |
| 6 | Здание, в котором во время Сталинградской битвы размещался наблюдательный пункт 882-го артполка 300-й стрелковой дивизии | 1911 г.                               |       | 36 квартал             |             |

В 2019 году в здании городской больницы имени Фишера демонтировали мозаичное панно «Люди в белых халатах». Мозаика была создана в 1977 году заслуженным художником России Геннадием Черноскутовым. Несмотря на протесты общественности и заключения искусствоведов, мозаика была уничтожена. Илья Варламов отнёс уничтожение мозаики к числу главных архитектурных утрат года.

## Телекоммуникации

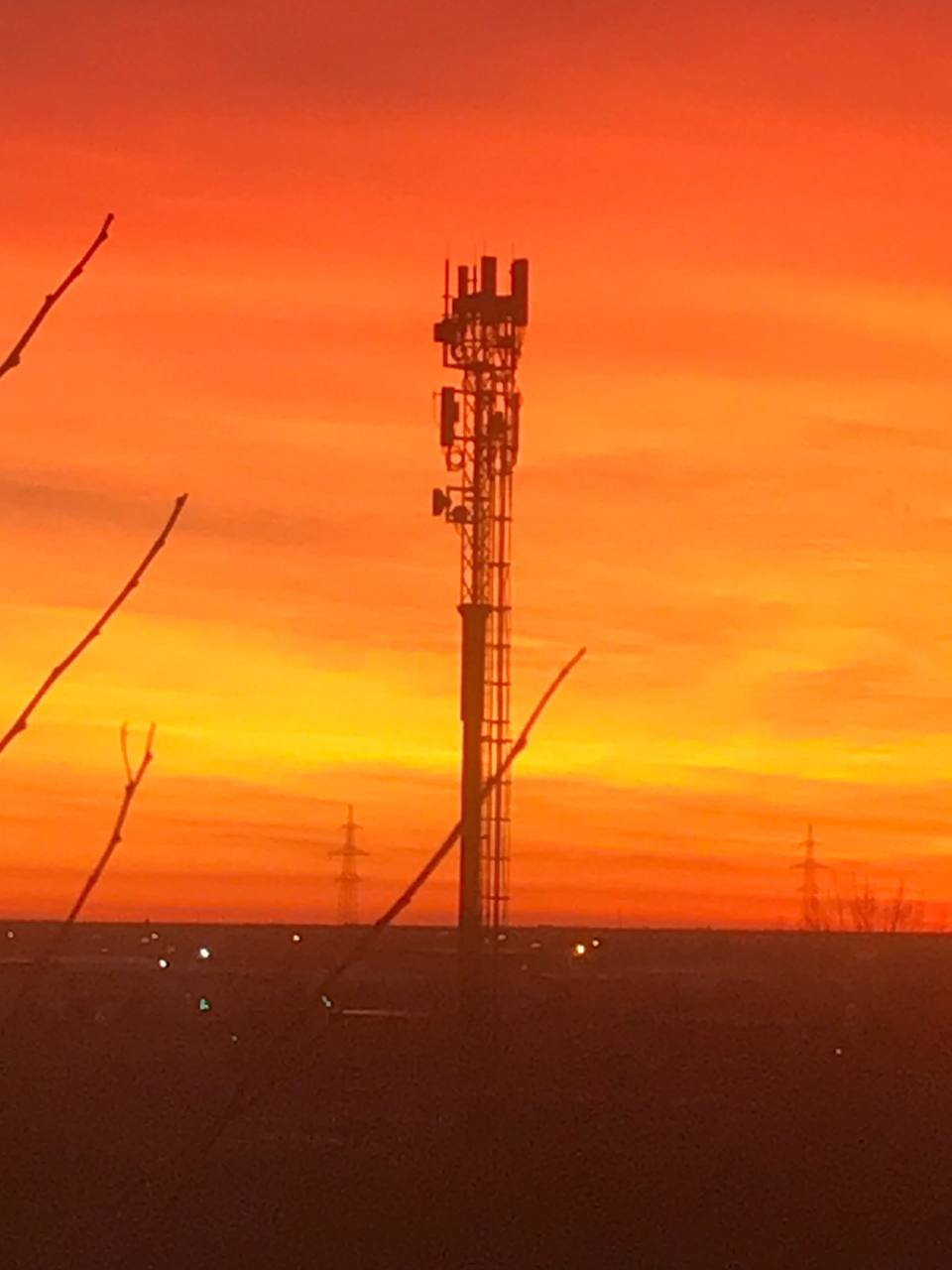
Одна из телекоммуникационных вышек в промзоне.

Волжский — пример высокой конкуренции в сфере интернет услуг. В городе с населением более 300 тысяч человек работает 11 интернет-провайдеров (9 городских и 2 федеральных). До лета 2008 года вся территория города была поделена компаниями на зоны предоставления услуг. В июле компания «StarNet» начала проводить кабель на «чужой» территории — «PowerNet». Но впоследствии, компания «StarNet» была поглощена компанией «PowerNet» и с тех пор в городе начался период острой конкуренции. За 5 месяцев провайдеры снизили цены почти в 4 раза. По заявлениям владельцев двух конкурирующих компаний, они не намерены идти на уступки и продолжат бороться за пользователя. На конец 2011 года безлимитный интернет с ограничением скорости 20 Мбит/с обходится в 600 руб. Это дешевле, чем в соседнем городе-миллионнике Волгограде и в среднем по России (не включая Москву и Санкт-Петербург).

## Города-побратимы
- Оломоуц (Чехия)

Договор о побратимских связях Волжского и Оломоуца был заключён в октябре 1967 года. Почти 25 лет в Волжском действовало отделение Общества советско-чехословацкой дружбы. Все эти годы ответственным секретарём общества была С. А. Светлитская. Побратимство было и между предприятиями Волжского и Оломоуца. Сотрудники ВПЗ-15, Волжской ГЭС, Волгоградгидростроя, ВТЗ, завода АТИ многократно встречались с чешскими коллегами.
Оломоуц — город традиционной Международной выставки цветов «Флора». В 1979 году волжские цветоводы участвовали в выставке «Флора-Оломоуц» и получили серебряную медаль за гладиолусы, тюльпаны и нарциссы. Традиция украшать город цветочными клумбами появилась в городе вместе с созданием участка озеленения, впоследствии оранжерейного хозяйства совхоза «Цветы Заволжья», который создала и которым много лет руководила заслуженный агроном России З. С. Сапожникова. В честь города-побратима названа одна из улиц Волжского — Оломоуцкая.
- Колленьо (Италия)

В 1973 году был подписан договор о побратимстве с итальянским городом Колленьо, пригородом Турина. В 1989 году в Колленьо проводился конкурс молодых художников на лучшую эмблему молодёжных инициатив. В нём приняли участие представители многих стран Европы. Молодой волжский художник Олег Черноскутов стал победителем этого конкурса.
- Ляньюньган (Китай)

В 1997 году подписан договор о породнении с городом Ляньюньганом (Китайская Народная Республика). Город Ляньюньган расположен в центральной части тихоокеанского побережья Китая, население более 4 млн человек. Крупный порт, связанный с 270 портами мира. Более 170 наименований товаров местной промышленности экспортируется в 50 стран, в том числе фармакологические препараты, созданные на основе традиционной китайской и современной медицины. В городе создано около 200 предприятий при помощи иностранных инвестиций. Привлекателен Ляньюньган и для туристов песчаными пляжами, источниками термальных вод, морем.

## Факты

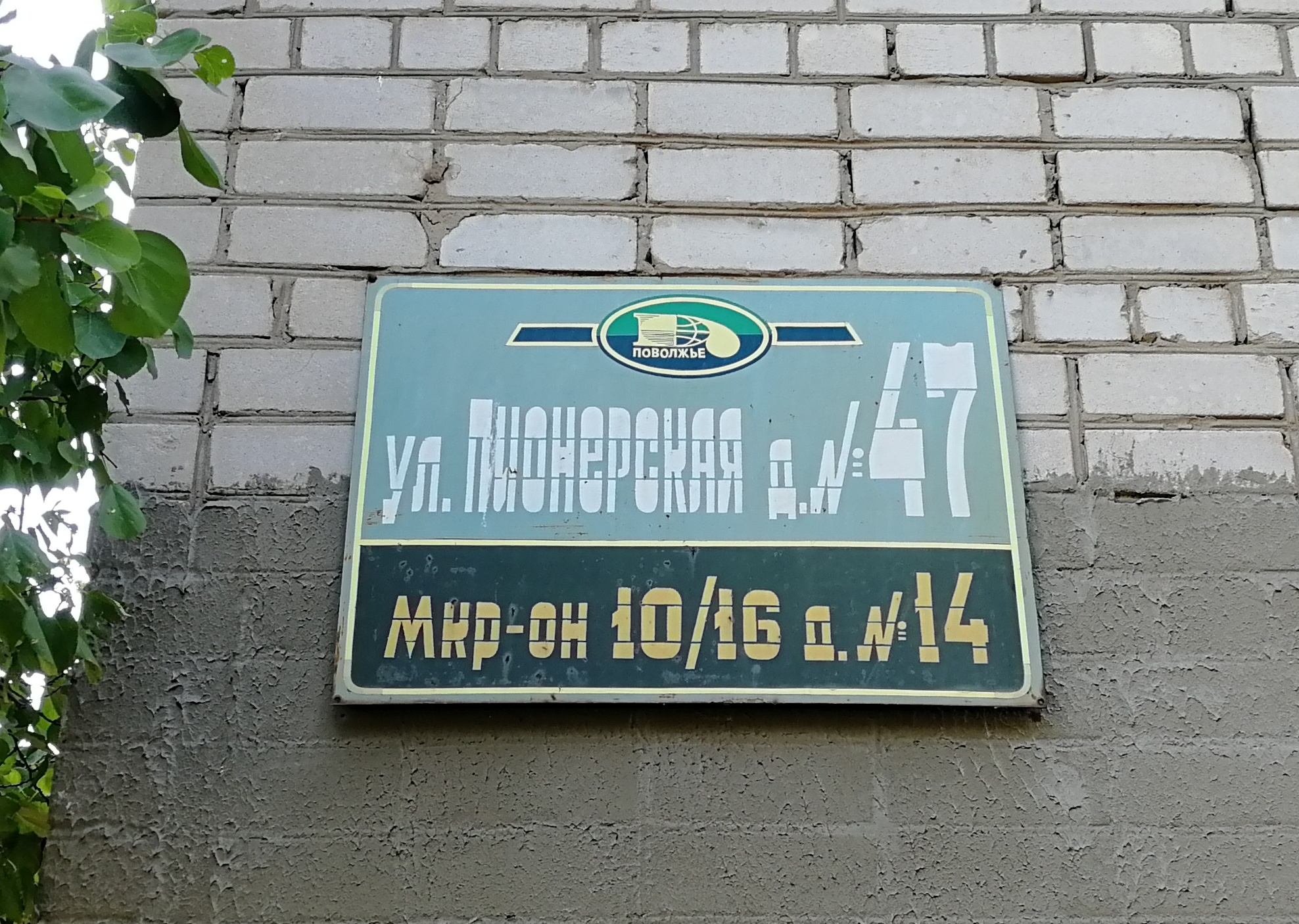
Пример двойной нумерации домов по улице (Пионерской) и микрорайону

- На территории города были расположены рукотворные Безродненские пещеры.
- В городе существует двойная нумерация домов: по улицам и по микрорайонам. По улице Пушкина есть дом, в котором существует двойная нумерация квартир. Микрорайоны с номерами с 1 по 6 также являются кварталами и имеют отдельные номера. Например, Квартал № 41 — Микрорайон № 6. Данные адреса равноправны и не влияют на номер дома. В районе железнодорожного вокзала существуют кварталы с зарезервированными номерами № 100, 101, 102, с разрывом в нумерации от 42 квартала — последнего.
- В качестве названия будущему городу предлагались разные варианты: Пятиморск, Электроград, Гидроград.
- В Волжском существует несколько улиц с одним названием. Например, две улицы Октябрьских (одна из них — в посёлке Рабочий). Также две улицы — тёзки города: ул. Волжская в ПГТ Краснооктябрьский и ул. Волжская в Рабочем посёлке.
- В Волжском ул. Карбышева в пределах посёлка Рабочего называется ул. Волжская и нумеруется в противоположную сторону.
- Самая длинная улица в городе — проспект Ленина[81].
- Волжскому посвящены несколько литературных произведений: пьесы И. А. Агаповой «Серебряный котёл дури»[82], «Осокорь и чёрный янтарь»[83].
- Город был съёмочной площадкой для художественного фильма «Старожил», дебютной ленты режиссёра Искандера Хамраева, по сценарию Никодима Гиппиуса, в 1961 году.